# Metro Cash & Carry

Logo Metro Cash & Carry

Metro Cash & Carry International GmbH, w skrócie Metro Cash & Carry – niemiecka sieć samoobsługowych hurtowni cash and carry dla przedsiębiorców, część Metro AG. Usługi firmy skierowane są przede wszystkim do przedsiębiorców, obejmują zarówno kompleksowe zaopatrzenie, jak i nowoczesne rozwiązania biznesowe.
METRO AG posiada ponad 750 sklepów w 25 krajach świata, ponad 5,4 miliona m2 powierzchni (stan z 30 września 2017).

## Makro Cash and Carry Polska

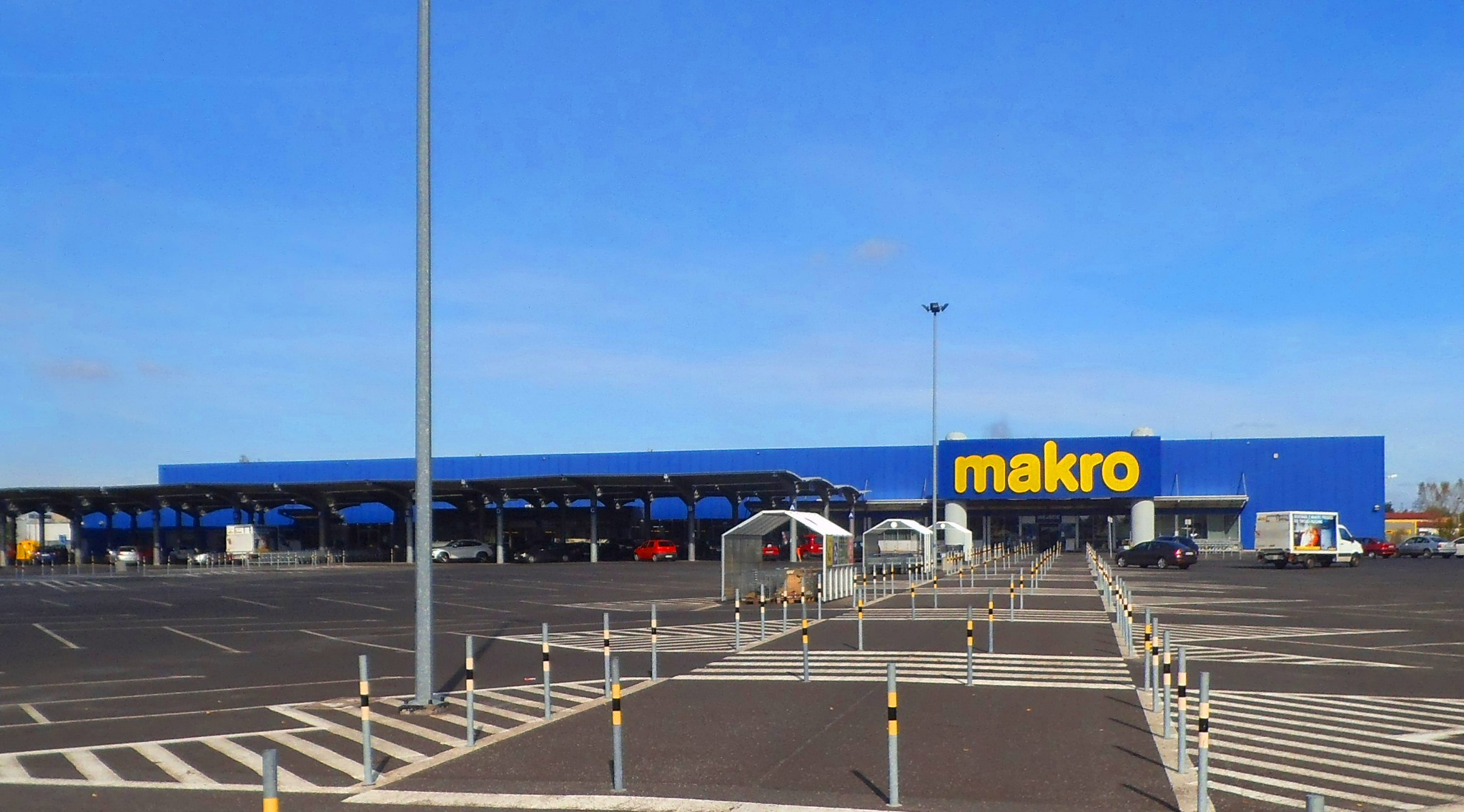
MAKRO w Toruniu

W Polsce sieć Metro Cash & Carry działa pod marką MAKRO. MAKRO jest częścią METRO Group, jednego z największych na świecie koncernów handlowych. Jedna nowoczesna hala to odpowiednik 50 hurtowni branżowych. Łączna powierzchnia sprzedaży hurtowej wynosi ponad 270 000 m².

### Historia MAKRO w Polsce
1994 – MAKRO Cash and Carry pojawia się w Polsce i otwiera Pierwsze Centrum Zaopatrzenia Hurtowego w Warszawie, a zaraz po nim w Sosnowcu i Łodzi.
1995 – Uruchomienie Hal MAKRO w podwarszawskich Ząbkach, Wrocławiu i w Krakowie.
1996 – Rozwijająca się bardzo dynamicznie firma inwestuje w nowe placówki w Poznaniu, Gdyni, Szczecinie i Lublinie.
1997 – MAKRO posiada już 13 Hal. Jest obecne także w miastach takich jak Zabrze, Bydgoszcz oraz Rybnik. Na jesieni odbywa się pierwsze rozdanie Złotych Kart Klienta MAKRO.
1998 – MAKRO Cash and Carry zostaje członkiem koncernu handlowego METRO AG. Otwierają się nowe hale w Bielsku-Białej i Białymstoku.
1999 – Kolejne trzy nowe miejsca handlu hurtowego pod znakiem MAKRO zostały uruchomione w Katowicach, Kielcach oraz w Gdańsku-Przejazdowie.
2001 – W tym roku została udostępniona dla Klientów hala w Częstochowie. Uruchomienie strony internetowej MAKRO.
2002 – Swe podwoje otwiera Hala w Opolu. Zostaje uruchomiony Program „Sklepy Aro” przeznaczony dla Klientów MAKRO prowadzących sklepy detaliczne.
2003 – MAKRO w Polsce w celu zwiększenia identyfikacji z holdingiem METRO Cash & Carry International (zarządzającym globalnie całą działalnością handlową typu Cash & Carry w ramach METRO Group) zmienia swe logo z barw w tonacji biało-czerwonej na żółto-niebieską.
2004 – MAKRO zaprasza Klientów do zakupów w 21. hali w Rzeszowie. Hala odzwierciedla nową strategię i kolorystykę firmy i zbudowana została zgodnie z najwyższymi standardami technicznymi. W Biurze Zarządu powstaje Centrum Komunikacji z Klientami.
2005 – Otwarcie 22. hali w Olsztynie. Początek procesu modernizacji najstarszych hal (ponowne otwarcie zmodernizowanej hali w Ząbkach). Firma po raz pierwszy wystawia swoje profesjonalne rozwiązania dla klientów z branży hotelarsko-gastronomicznej na targach Eurogastro w Warszawie.
2006 – W kwietniu powstała hala w Zielonej Górze. Odzwierciedla ona nową strategię i kolorystykę firmy. W listopadzie natomiast liczba hal MAKRO w Polsce wzrosła do 25. Powstały dwie nowe placówki: w Kaliszu i trzecia hala w stolicy (na Bielanach).
2007 – Otwarcie 26. hali MAKRO Cash & Carry w Toruniu. Wprowadzono nowy program lojalnościowy – Klub MAKRO PRO oraz kompleksowy Program Doradztwa dla Handlu Detalicznego (nowa faza rozwoju Programu „Sklepy ARO”). Wprowadzona zostaje do użytku Wielofunkcyjna Karta Klienta MAKRO z funkcją karty kredytowej oraz Karta MAKRO Biznes z funkcją kredytu kupieckiego. Manager MAKRO Centrum Horeca zostaje Osobowością Kulinarną Roku.
2008 – Otwarcie hali MAKRO Cash & Carry w Koszalinie, Rzgowie i Szczawnie-Zdroju. MAKRO posiada już 29 hal w Polsce. Realizowany w MAKRO Centrum Horeca program kulinarny „Szefowie kuchni” otrzymuje nagrodę Oskara kulinarnego. Otwarcie MAKRO Centrum Rozwoju Firm.
2009 – MAKRO Cash & Carry uruchomiło w Tarnowie nowy format hali – MAKRO Punkt. Nowy obiekt różni się od innych hal wielkością i specjalnym asortymentem dedykowanym głównie dla klientów z sektora handlu detalicznego.
2010 – Otwarcie kolejnych MAKRO Punktów: w Lesznie, Słupsku i Radomiu.
2011 – W Krakowie przy ul. Zakopiańskiej uruchomiona została 2. w tym mieście, a 30. w skali kraju hala MAKRO. Do dyspozycji klientów oddano kolejny MAKRO Punkt, tym razem w Nowym Targu. Uruchomiona została sieć sklepów ODIDO, która zrzesza niezależnych właścicieli sklepów spożywczych.
2025 – Zamknięcie punktów w Słupsku, Zabrzu, Toruniu i Rybniku z powodu strat finansowych przez co liczba placówek zmniejszyła się z 29 do 25.

### Sieć sklepów Odido

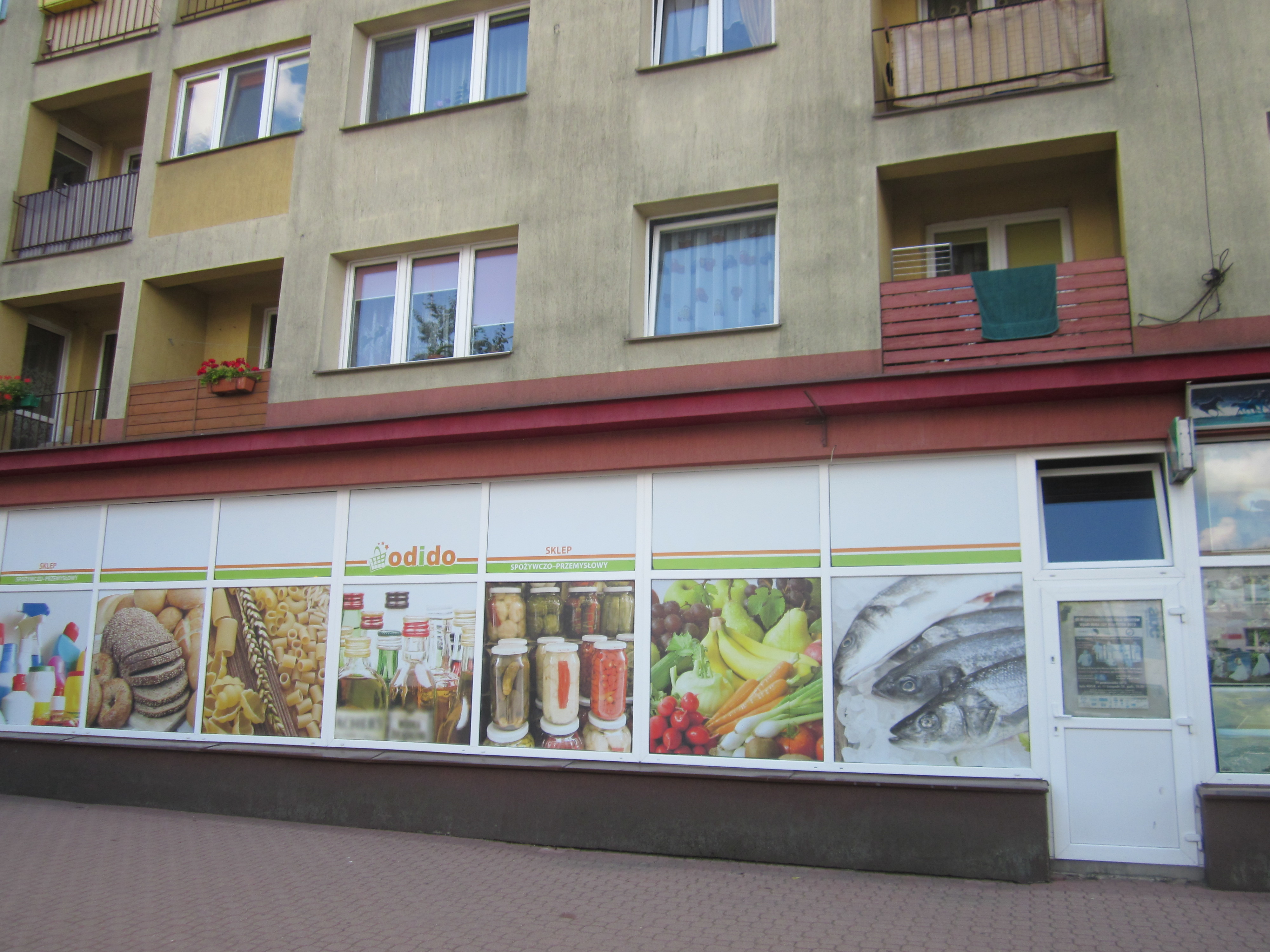
Odido w Mońkach

MAKRO Cash & Carry oferuje program partnerski dla niezależnych właścicieli sklepów spożywczych, oparty na zasadach franczyzy – jest nią sieć sklepów Odido. Obecnie jest ponad 2500 sklepów Odido w całej Polsce.